# Otroka reke
Otroka reke sta dramsko delo Daneta Zajca iz leta 1963. 1989 sta bila prirejena za radio, 1994 pa prevedena v angleščino in 2004 v francoščino.

## Osebe
- Dan
- Reka
- Pesnik
- Ženska
- Tujec
- Kamnita ptica
- Zbor
- Stražarja

## Vsebina
Pesnik pripoveduje Ženski zgodbo Matere Reke: imela je sina in hčer, Dana in Reko. Oba sta bila v njenem naročju povsem predana drug drugemu, vsak je izgubljal sebe v drugem. Nato sta umrla in odšla med ljudi, izgubila drug drugega, se dolgo iskala in se končno našla. Toda Danu ni bilo dovolj, da je našel ljubezen, napotil se je iskat ptico, ki mu je bila obljubljena, Reka pa ga je čakala z lučjo  v prsih, ki naj bi mu svetila na pot vrnitve. A dnevi so tekli, izvotlili pričakovanje, upihnili luč; reka je zbežala iz svoje samote s Tujcem v njegovo deželo ur. Zaman, Tujec ji je ostal tujec in tudi ona zanj ni bila rešitev, kakor je upal. Reka najde «rdečo krpico otroštva» in se spomni na Dana in tudi Dan, ki je bil medtem našel ptico, se spomni na Reko in začne ubijati ure, ki ju ločujejo. A ko se spet srečata, sta tako utrujena, da njuna luč le še brli, svet okrog njiju pa je prhko žaganje. Bojita se novih porazov in izgub, zato pokličeta Mater in jo prosita, naju ju pelje od tod. Mati se pojavi v podobi Kamnite ptice in Dan ji toži o trpljenju, ki ga je moral prestati na poti, o tem, da je življenje praznina, kjer ure govorijo o tisočerih smrtih, ki preže ne vsako rojstvo. Kamnita ptica odgovori, da je življenje praznina za tistega, ki ni nikomur maral dati mesa svojih stegen – zmeraj je hotel le dobivati, zato mu je vse razpadlo v rokah. Tudi Reki, ki jo prosi, naj jima pomaga ohraniti ljubezen, ne more ničesar dati, kot Materi ji je ukazano roditi,  njima kot Otrokoma je ukazano živeti. Ni drugega sveta razen tega, ki ga imata, ostati morata, kjer sta, tu bosta našla svoje meje, izjokala svojo žalost, omahnila od utrujenosti begov. Človeku ni nič obljubljeno, vse zmage se spremenijo v poraze, kajti za življenje je treba plačati z vsem, kar imaš! – Kamnita ptica izgine, straža zapre Danu in Reki pot za njo, Otroka ostaneta sama med podrtijami stvari, kjer bosta morala vse izgubiti in umreti vsak v svoji samoti; kajti odrešitve za človeka ni, v sebi nima vrednosti, s katero bi plačal, in sam je plačilo za vse! – Otroka počasi usihata, prhnita, se sušita, dokler ju Stražarja naveličano ne odneseta: vsak dan jih morata odnašati, vsak dan se kdo posuši.
Pesnik je končal svojo zgodbo. Ženski prizna, da je na oknu beznice jokal zato, ker je spoznal, da se bo neizbežno posušil. Naša dejanja nas podijo po svetu, bežimo pred njimi, ker so podoba tistega, kar nočemo več biti. In bolj ko bežimo, bolj daleč smo od dežele, ki jo iščemo. Ali je to življenje? Če je, nima o njem nič povedati.